# 咸水歌
咸水歌又称白话鱼歌、疍歌，在中山又稱鹹水嘆、嘆哥兄、嘆姑妹，是水上居民用粵語演唱的一种歌谣，主要流行于中国珠江三角洲一带，這些地區因長期同大海的鹹水打交道，鹹水歌之得名即與此有關。一般是男女对唱，多属情歌。在抗日战争前的中秋夜，通常在白云山上举行咸水歌大会，但战后便停止了。
曲調可分為四種：白囉調、家姐調、咕哩美調及木魚詩調，無伴奏全為清唱。
咸水歌一般由上下两句组成单乐段，或由四个乐句组成复乐段。有独唱、对唱等形式，而以后者为主。对唱采用男女互答形式，问答双方的曲式结构是一样的。男唱前两句，女唱后两句。男的结束句通常为“姑妹嘿”，女的结束句则为“兄哥”。
2006年5月20日，“中山咸水歌”登录进中国国务院公布的第一批国家级非物质文化遗产名录中。

## 参看
- 高棠歌